# Hermann Brockmann
Hermann Brockmann (* 12. Juni 1892 in Paderborn; † 30. August 1953 in Bad Lippspringe) war ein deutscher Politiker (SPD).
Brockmann machte nach der Volksschule eine Lehre als Schlosser und arbeitete bei der Deutschen Reichsbahn. Seit 1919 war er Mitglied der SPD. Für diese Partei saß Brockmann von 1924 bis 1930 in der Stadtverordnetenversammlung in Paderborn. Außerdem war er im Deutschen Eisenbahner-Verband aktiv. Er besuchte von 1926 bis 1927 die Akademie der Arbeit in Frankfurt am Main und war von 1930 bis 1933 Gewerkschaftssekretär des Eisenbahnerverbandes. Nach der Machtergreifung der Nationalsozialisten war er bis 1935 in „Schutzhaft“. Anschließend arbeitete er bis 1938 als selbstständiger Schlosser, danach war er in seinem erlernten Beruf als Zivilbeschäftigter beim Militär zunächst in Paderborn, dann in Posen und schließlich wieder in Paderborn tätig. Unmittelbar nach Kriegsende wurde er Mitglied des Bürgerrates in Paderborn und kurze Zeit später Stadtvertreter. Im Jahr 1946 war er Mitglied des ernannten Provinziallandtages von Westfalen. 
Brockmann war außerdem Mitglied des ernannten Landtages von Nordrhein-Westfalen. Über die Landesliste gehörte er danach den beiden ersten Wahlperioden des Landtages an. 
Brockmann war der jüngere Bruder des Bundes- und Landtagsabgeordneten Johannes Brockmann (Zentrum).